# Misodendrum quadriflorum
Misodendrum quadriflorum là một loài thực vật có hoa trong họ Misodendraceae. Loài này được DC. mô tả khoa học đầu tiên năm 1830.